# Kurt Maier (Politiker)
Kurt Maier (* 29. Mai 1925 in Opponitz; † 8. Oktober 2016 in Uttendorf) war ein österreichischer Politiker (SPÖ). Maier war von 1971 bis 1982 Abgeordneter zum Nationalrat.

## Leben
Maier besuchte von 1931 bis 1936 die Volksschule in Uttendorf und wechselte danach bis 1939 an die Hauptschule in Zell am See. Danach absolvierte er die Berufsschule und eine Lehre als Maschinenschlosser in Uttendorf. Er diente ab 1942 im Zweiten Weltkrieg, wobei er 1945 aus der Kriegsgefangenschaft zurückkehrte. Danach war er von 1945 bis 1982 technischer Fachbeamter der Österreichischen Bundesbahnen. 

## Politik
Maier trat 1954 der SPÖ bei und wirkte zwischen 1955 und 1964 als Vertrauensmann der Gewerkschaft der Eisenbahner. Zwischen 1965 und 1974 war er stellvertretender Bezirksparteivorsitzender der SPÖ-Pinzgau, danach übernahm er von 1974 bis 1982 das Amt des Bezirksparteivorsitzenden. Zudem gehörte er zwischen 1970 und 1984 dem Landesparteivorstand an und war zudem zwischen 1978 und 1982 Mitglied des Landesparteipräsidiums.
Maier vertrat zudem die SPÖ von 1959 bis 1964 im Gemeinderat von Uttendorf und hatte danach von 1964 bis 1989 das Amt des Bürgermeisters inne.
Zwischen dem 4. November 1971 und dem 26. April 1982 war Maier Abgeordneter zum Nationalrat.

## Auszeichnungen
- 1980: Ehrenbürger von Uttendorf im Pinzgau
- 1982: Großes Silbernes Ehrenzeichen für Verdienste um die Republik Österreich
- 1987: Silbernes Ehrenzeichen des Landes Salzburg